# Czy mi kiedyś wybaczysz?
Czy mi kiedyś wybaczysz? (ang. Can You Ever Forgive Me?) – amerykański film biograficzny z 2018 roku w reżyserii Marielle Heller. Scenariusz powstał na podstawie książki Lee Israel pod tym samym tytułem. Zdjęcia kręcono w Nowym Jorku.

## Fabuła
Lee Israel jest pisarką specjalizującą się w biografiach, która znalazła się w życiowym dołku. Bliska załamania finansowego postanawia sprzedać list otrzymany od Katharine Hepburn. Pieniądze nie starczają jednak na długo. Przez przypadek staje się właścicielką listu autorstwa Fanny Brice, za który otrzymuje niezadawalającą sumę. Po tym niepowodzeniu przychodzi jej do głowy pomysł fałszowania listów znanych osób i ich sprzedaży...

## Obsada
- Melissa McCarthy jako Lee Israel
- Richard E. Grant jako Jack Hock
- Dolly Wells jako Anna
- Jane Curtin jako Marjorie
- Ben Falcone jako Alan Schmidt

## Nominacje
Podczas 91. ceremonii wręczenia Oscarów (2019) film nominowany do Nagrody Akademii Filmowej w trzech kategoriach: najlepsza aktorka pierwszoplanowa dla Melissy McCarthy, najlepszy aktor drugoplanowy dla Richarda E. Granta i najlepszy scenariusz adaptowany dla Nicole Holofcener i Jeffa Whitty.